# 林建岳
林建岳，大紫荊勳賢，GBS（1957年8月7日—），籍贯廣東潮阳，生于香港，香港商人，俗称“岳少”，已故巨富林百欣之次子，現任香港旅遊發展局主席以及麗新集團董事會主席。曾任香港貿易發展局主席、香港經濟民生聯盟監事會主席。近年主力投資娛樂事業，最著名的作品莫过于電影无间道。
林建岳政治上屬建制派，是第十三、十四屆全國政協常委。

## 背景
林建岳畢業於民生書院小學，繼而入讀喇沙書院，13歲時赴加拿大溫哥華 St. George's School 升學，曾就讀於美國俄勒岡大學，被稱為「岳少」，1987年畢業後返港，協助父親林百欣，並出任麗新集團董事會副主席。林建岳年少氣盛，多次以鉅額投資最終都出現虧損，幾乎令家族生意被毀。在1997年香港回歸前夕，樓市處於高峰，林建岳以69億港元高價由傅老榕家族購入中環富麗華酒店計劃重建，這個決定沒有得到父親林百欣的同意。1998年亞洲金融風暴令樓價下跌，但麗新發展因購入富麗華酒店向銀行借貸，令其負債超過100億港元，成為香港虧損最高的上市公司，股價因而下跌。
此後林建岳轉移至娛樂事業。2002年，林建岳旗下的寰亞電影投資開拍，由多位影帝主演的電影《無間道》獲得成功。2004年年中，林建岳把寰亞電影從豐德麗分拆在新加坡上市，同年創立唱片公司東亞唱片及A Music，邀請到多位天皇天后級歌手加盟。
2004年7月，林建岳與債權人中信嘉華銀行、花旗銀行及摩根士丹利達成協議，把21億元債務重組。
2005年2月，林百欣逝世，林建岳獲得大部份遺產及旗下上市公司的控制權。林百欣逝世前把旗下所有上市公司股權轉移至林建岳及其母親余寶珠名下，而林建岳本身持有逾 1,100萬股麗新國際及 1,000萬股麗新發展股份。
林建岳銳意在娛樂圈發展，除了投資電影及音樂音樂，並且招攬明星外，他於2007年招攬了張寶華加入豐德麗集團，2009年，在林建岳支持下，張寶華推出香港首個免費電影網站「goyeah.com」出爐，創先河將正版香港電影免費供予觀眾，網站的收入來源主要是靠網上廣告。當時張寶華向香港傳媒批評香港的內容商走得太慢，使到盜版商盜取了接近80%的收入，所以「goyeah」是一個自救的運動。

### 政治立場
2017年2月23日，經民聯監事會主席林建岳牽頭組織工商界為7名警員家屬及子女籌款，目前籌得500萬元。至於遞交方式，經民聯未透露是否遞交給警察員佐級協會前會長譚惠珠及梁智鴻創立的「敬言仁基金」，只說在適當時候交代。林建岳沒有正面回應是否認為七警沒有做錯：
|                  | 大家都看到法官判處佢有罪，呢個係大家清楚的，但有benefit of doubt係佢上訴無罪就無罪喇，我就唔係法律專家。但我覺得佢嘅家人絕對無罪，事實上希望幫到family，family係無involve任何嘢，佢哋有細路仔讀書、有家庭要養、有啲有父母，我哋做到就做。 |
| ——林建岳，眾新聞 | |

書面語翻譯：
|  | 大家都看見法官判處他有罪，這個是大家都清楚的，但把他往好處想是他上訴無罪就無罪了。我們不是法律專家，但我覺得他的家人絕對無罪，事實上我希望能幫助他們家人，他們家人並沒有參與任何事，他們有兒女在讀書、有家庭要供養、有些就有父母，我們能做就做。 |

林建岳亦有參與支持港版國安法的聯署。

## 個人生活
林建岳於1980年與童星出身的臺灣演員謝玲玲結婚，育有5個兒女，包括一對龍鳳胎及兒子林孝賢（1981年7月15日出生）， 而且公公婆婆也十分喜欢这位媳妇， 但林建岳始終緋聞不斷，甚至为了追求王祖賢而提出离婚，1993年林谢二人签署分居协议，1995年正式离婚。但林家父母非常反對林建岳的这份离婚， 不仅经常告诉媒体“宁可不要这个儿子、也要这个儿媳妇！”， 也经常公開批評王祖賢， 尤其是林母余寶珠的那句「就當兒子嫖妓！」(粤语原文: 我当我个仔叫鸡！)， 震惊一时， 使王祖賢形象受到重创，事业刹那间滑至谷底， 被迫出走港岛， 其後移居加拿大。
離婚後，林建岳與王祖賢分手，其後戀上林學華，安排她於1996年成為麗新發展副總裁，於1999年分手，及後又與臺灣模特兒陳浥萍拍拖， 陳浥萍於2000年未婚生女林利儿。
林建岳喜愛雪茄，在香港開設雪茄廊代理古巴雪茄；又在集團旗下的中環麗嘉酒店地庫開設食肆。

## 名下馬匹
林建岳和兄林建名及林建康皆為香港賽馬會的會員，近年先後擁有馬匹「千兩寶寶」、「跑寶貝跑」（與葉澍堃合夥）。「千兩寶寶」在港出賽六次皆入前四名，2011年9月因腳患退役，取得總獎金 $ 939,475港元。「跑寶貝跑」在港出賽卅五次，勝出八場頭馬，暫時取得總獎金 $ 7,908,250港元。

## 足球事業
林建岳兄長林建名與鍾立全於1983年一同入主東方體育會，而林建岳則出任足球部總監。林建岳後於1984年離開東方體育會，轉而入主南華足球隊。
林建岳後創立麗新足球部，但因未能奪得聯賽冠軍而於1990/91賽季後退出。

## 爭議事件
2007年4月5日，林建岳涉嫌超速駕駛。他本被控超速64公里，但一直否認控罪，並聘請重量級大狀和專家抗辯，前日案件審訊期間，控方突改控他超速29公里，由本來一旦罪成可能停牌，變成只扣3分和罰款450元。政府「放生」林建岳，法律界、議員和司機團體嘩然，有指是當局向有錢人「下跪」，如非這樣，則是承認雷射槍存有漏洞，理應為同類個案翻案或覆檢。

### 薛覺先故居強拆事件
2013年6月10日晚上11時，麗豐控股附屬公司廣州翠樺地產置業有限公司使出兩台挖土機，將位於廣州市越秀區觀綠路和詩書路交界的金陵台和妙高台強行拆毀。此兩棟建築物是中華民國大陸時期的建築，粵劇名伶薛覺先曾於居住，事件引起社會嘩然，廣州相關部門知悉事件後均感震驚，稱「強烈譴責，並感到痛心，會依法依規從速處理。該地皮雖已於2008年獲發「建設用地規劃許可證」，但經廣州市當局去年五月組織專家考察後，因應其歷史價值而建議保留。市規劃局一直有嘗試聯絡該公司以進行談判，但一直未能得到該公司的回應。
根據報紙記者的調查，林建岳乃該公司的法定代表人。